# Kay Jørgensen
Kay Sloth Friis Jørgensen (født 18. februar 1946 i Nykøbing Falster) er en tidligere dansk håndboldmålmand som deltog i Sommer-OL 1972 og Sommer-OL 1976.
Han spillede håndbold for klubben IF Stjernen. I 1972 var han med på Danmarks håndboldlandshold som endte på en trettendeplads under Sommer-OL. Han spillede i tre kampe som målmand. Fire år senere kom han på en ottendeplads med de danske hold under Sommer-OL 1976. Han spillede i alle seks kampe som målmand.